# Narsingdi (zila)
Narsingdi (en bengalí: নরসিংদী) es un zila o distrito de Bangladés que forma parte de la división de Daca.
Comprende 6 upazilas en una superficie territorial de 892 km²: Belabo, Monohardi, Narsingdi, Palash, Raipura, Narsingdi y Shibpur.
La capital es la ciudad de Narsingdi.

## Upazilas con población en marzo de 2011[2]
- Belabo 190,086
- Manohardi 275,112
- Narsingdi Sadar 707,525
- Palash 212,612
- Raipura 535,796
- Shibpur 303,813

## Demografía
Según estimación 2010 contaba con una población total de 2.253.909 habitantes.